# 무뢰한
"무뢰한"은 2015년에 개봉한 대한민국의 영화이다.

## 줄거리
경찰은 황충남을 살해한 혐의로 박준길을 쫓고 있고, 비리로 배지를 잃은 전 상사 문기범은 특히 지친 정재곤 형사에게 사건을 종결하라는 압력을 가하고 있다. 준길은 한때 제이인베스트먼트의 마피아단원이었지만 박종호 부사장의 여자친구인 김혜경의 마음을 횡령하고 훔쳐내 미움을 샀다. 민영기 제이인베스트먼트 대표는 재곤에게 접근해 준길이 구속 기간 중 불구가 될 수 있도록 5000달러를 주겠다고 제안한다. 재곤은 마지못해 동의하지만, 잘못된 체포로 인해 준길은 도망치고, 재곤은 준길을 다시 찾는 최선의 방법은 혜경이 그를 도망자로 이끌기를 바라며 혜경과 함께 있는 것이라고 결정한다. 혜경은 종호에게 막대한 빚을 갚기 위해 바 여주인으로 일하고 있고, 재곤은 자신이 일하는 나이트클럽의 플로어 매니저로 잠복근무를 하겠다고 위협한다. 자신을 준길의 옛 감방 동료 이영준이라고 소개한 재곤은 수상한 혜경과 시간을 보내며 점점 그녀의 신뢰를 얻는다. 그러나 준길이 돌아와 혜경에게 잠재적인 거래를 위해 돈을 요구하자 재곤의 새로운 사랑과 질투의 감정이 수면 위로 떠오른다.

## 캐스팅
- 전도연 : 김혜경 역
- 김남길 : 정재곤 / 이영준 1인, 2역
- 박성웅 : 박준길 역
- 곽도원 : 문기범 역
- 김민재 : 민영기 역
- 박지환 : 손경수 역
- 최영도 : 김호길 역
- 하지은 : 한지윤 역
- 강태영 : 김진형 역
- 지승현 : 쇼핑몰사장 역
- 추귀정 : 모령의 여인 역
- 송승현 : 마약남 역
- 신삼봉 : 구멍가게주인 역
- 지건우 : 마약배달원 역
- 유지연 : 황충남애인 역
- 오하늬 : 손민지 역
- 하은진 : 비니지스룸아가씨 역
- 황인준 : 김창훈 역
- 김민규 : 젊은남자 역
- 이동진 : 황충남 역
- 이학주 : 성철 역
- 김찬이 : 사기피해자 역
- 한국진 : 쪽방사내 1 역
- 정미남 : 용산서 형사2 역
- 임욱진 : 민영기 똘마니 3 역
- 윤승원 : 박종호 역 (특별출연)
- 조원희 : 덕룡 역 (특별출연)

## 수상
- 2015년 제15회 디렉터스 컷 시상식 올해의 여자연기자상 - 전도연
- 2015년 제24회 부일영화상 여우주연상 - 전도연
- 2016년 제7회 올해의 영화상 여우주연상 - 전도연
- 2016년 제52회 백상예술대상 영화부문 여자 최우수연기상 - 전도연